# Холландер, Роберт
Роберт Холландер (Robert B. Hollander Jr.; 31 июля 1933[…], Манхэттен, Нью-Йорк — 20 апреля 2021, Паауило, Гавайи) — американский дантевед. Доктор философии (1962), эмерит-профессор Принстонского университета. Специализировался по средневековой итальянской литературе, также занимался Джованни Боккаччо. Избран в Американскую академию искусств и наук в 2005 году. Президент Dante Society of America (1979-85). Вместе со своей супругой выпустил перевод «Божественной комедии», считающийся одной из лучших и самых эрудированных английских версий. Удостоился Charles T. Davis Award (2005).
Его отец был финансистом, а мать сперва была медсестрой. Окончил Принстон (бакалавр по французской и английской литературе, 1955). В 1962 получил степень доктора философии на кафедре английского языка и сравнительной литературы Колумбийского университета — с диссертацией о шотландском поэте Эдвине Мьюире. Преподавал в том же ун-те. С 1962 года в Принстоне, с 2003 года эмерит на кафедре французского и итальянского языков. В 1975-98 гг. также числился на кафедре сравнительного литературоведения, возглавлял ее в 1994-98 годах. А в 1991-95 годах был главою принстонского Батлер-колледжа. Удостоился принстонской Howard T. Behrman Award for Distinguished Achievement in the Humanities (1986), а также Award for Service to Princeton (2007). «Слушайте своих студентов и принимайте их всерьез; попытайтесь узнать и понять что-то, прежде чем иметь мнение об этом», — вспоминал его наставления Frank Ordiway. Являлся приглашенным профессором в Дартмутском колледже (1979, 1982, 2006). Вице-председатель Национального совета по гуманитарным наукам с 1978 по 1980 год, членом которого состоял в 1974—1980 и 1986—1992 гг. В 2007 году стал почетным президентом Национального общества Джованни Боккаччо. Гуггенхаймовский стипендиат (1970).
В 2004 году перенес инсульт.
Женился в 1964 году. Овдовел в 2019 году. Остались дочь и сын, брат, а также внучки.
Написал или перевел 25 книг, в частности автор «Allegory in Dante’s Commedia» (Princeton, 1969) и «Dante: A Life in Works» (Yale, 2001; на ит. яз. — Dante Alighieri (Marzorati, 2000)). Также автор монографий Boccaccio’s Two Venuses (Columbia, 1977), Boccaccio’s Last Fiction: Il Corbaccio (Pennsylvania, 1988), Boccaccio’s Dante: The Shaping Force of Satire (Michigan, 1997).